# Свети Николай (Бизово)
„Свети Николай“ или „Свети Никола“ (на гръцки: Ναός Αγίου Νικολάου) е възрожденска православна църква в мъгленското село Бизово (Мегаплатанос), Гърция, част от Воденската, Пелска и Мъгленска епархия на Вселенската патриаршия.
Църквата е построена в 1860 година, както датата е изписана отвън на храма. Разположена е на половин километър южно от селото в посока към село Манастир (Монастираки). В архитектурно отношение е типичната за епохата трикорабна безкуполна базилика с женска църква и малка камбанария. От запад и от юг има открит трем. Във вътрешността има оригинален дървен иконостас и типичен амвон. Стенописите в храма са варосани.